# Алтайські збройні формування

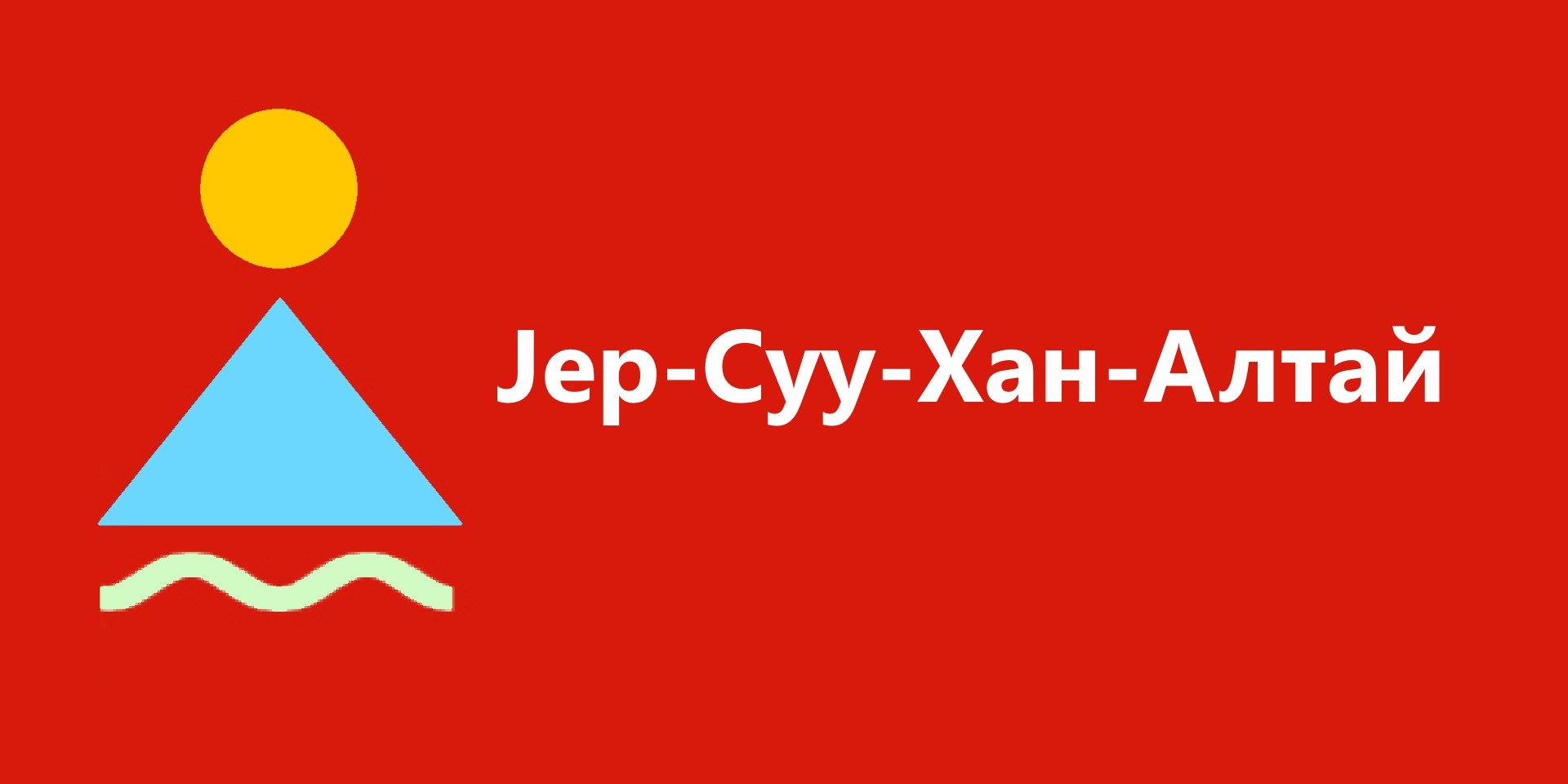
Реконструкція прапору Каракорум-Алтаю.

Алтайський тубільний дивізіон (Алтайський кінний тубільний дивізіон, Алтайський тубільний батальйон) — збройне формування Каракорум-Алтайського округу, державного утворення алтайців під час Громадянської війни в Росії.

## Антибільшовицьке повстання на Алтаї

Республіка Алтай — спадкоємець Каракорум-Алтайського округу

Після проголошення автономії Каракорум-Алтайського округу навесні 1918 року почалися окремі військові зіткнення між Каракорумською управою та більшовицькою Бійською радою.
Наприкінці травня 1918 відбувається антирадянське Повстання Чехословацького корпусу, почувши про яке колишній штабс-капітан Дмитро Сатунін підіймає повстання у радянській місії, спрямованій до Монголії для закупівлі худоби.
Сатунін визнав владу алтайських автономістів, у той же час загони алтайських повстанців прийняли його керівництво.
До кінця липня ради на Алтаї були ліквідовані, а у серпні сили Сибірської республіки роззброїли загін Сатуніна.

## Алтайський тубільний дивізіон Російської держави

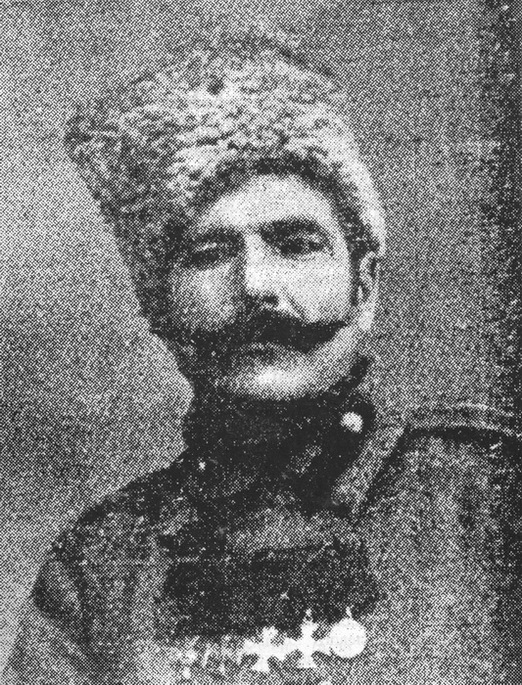
Отаман Олександр Кайгородов мав змішане російсько-алтайське походження

Навесні 1919 офіцерами Колчака при Каракорумській управі був сформований Алтайський тубільний дивізіон під керівництвом капітана Сатуніна та осавула Кайгородова.
Дивізіон входив до складу Третьої зведеної дивізії Омського воєнного округу Російської держави, у жовтні 1919 року налічував 326 осіб.
Підрозділ вів бойові дії проти червоних партизанських загонів, сформованих з російських селян; одна з сотень була відряджена до Омська у ставку Колчака.

## Самостійні дії проти більшовиків
У грудні 1919 більшовиками була захоплена столиця Каракорум-Алтая Улала (зараз — Горно-Алтайськ). Сили алтайців опинилися в ізоляції від російських антибільшовицьких сил, і з боями відступили до Китаю та Монголії у лютому 1920 року.
У вересні 1921 року, після початку антирадянських повстань на Алтаї, чотири сотні війська алтайців та росіян під керівництвом Олександра Кайгордова перейшли кордон. Бої «Зведеного російсько-інородницького партизанського загону військ Горно-Алтайської області» з більшовиками тривали до квітня 1922 року.

## Документи
- Приказ Кайгородова А. П. о мобилизации № 17 (январь 1922 года)[недоступне посилання з серпня 2019]
- Постановление уисполкома Горно-Алтайского уезда от 16 ноября 1921 года[недоступне посилання з серпня 2019]
- Листовка освободительной армии[недоступне посилання з серпня 2019]